# العسلة (مورد ماء)
العسلة هو مورد ماء في بادية تهامة بلقرن في وادي البيضاء.